# Árapály
Az árapály jelensége a közeli égitestek egymásra gyakorolt tömegvonzása által egymáson létrehozott alakváltozások. Földi értelemben az árapály vagy régies nevén tengerjárás a tenger szintjének periodikus emelkedése (áradat vagy dagály) és süllyedése (apály), melyet a Hold és a Nap vonzásának befolyása okoz. A dagály és az apály között átlagosan 6 óra 12 perc telik el. Egy évben 705 dagály van. A tengerparti síkság apály idején szárazra, dagálykor pedig víz alá kerülő része az árapálysíkság. Az árapály energiáját árapályerőművek hasznosíthatják.

## Mechanizmusa

Az árapály kialakulása

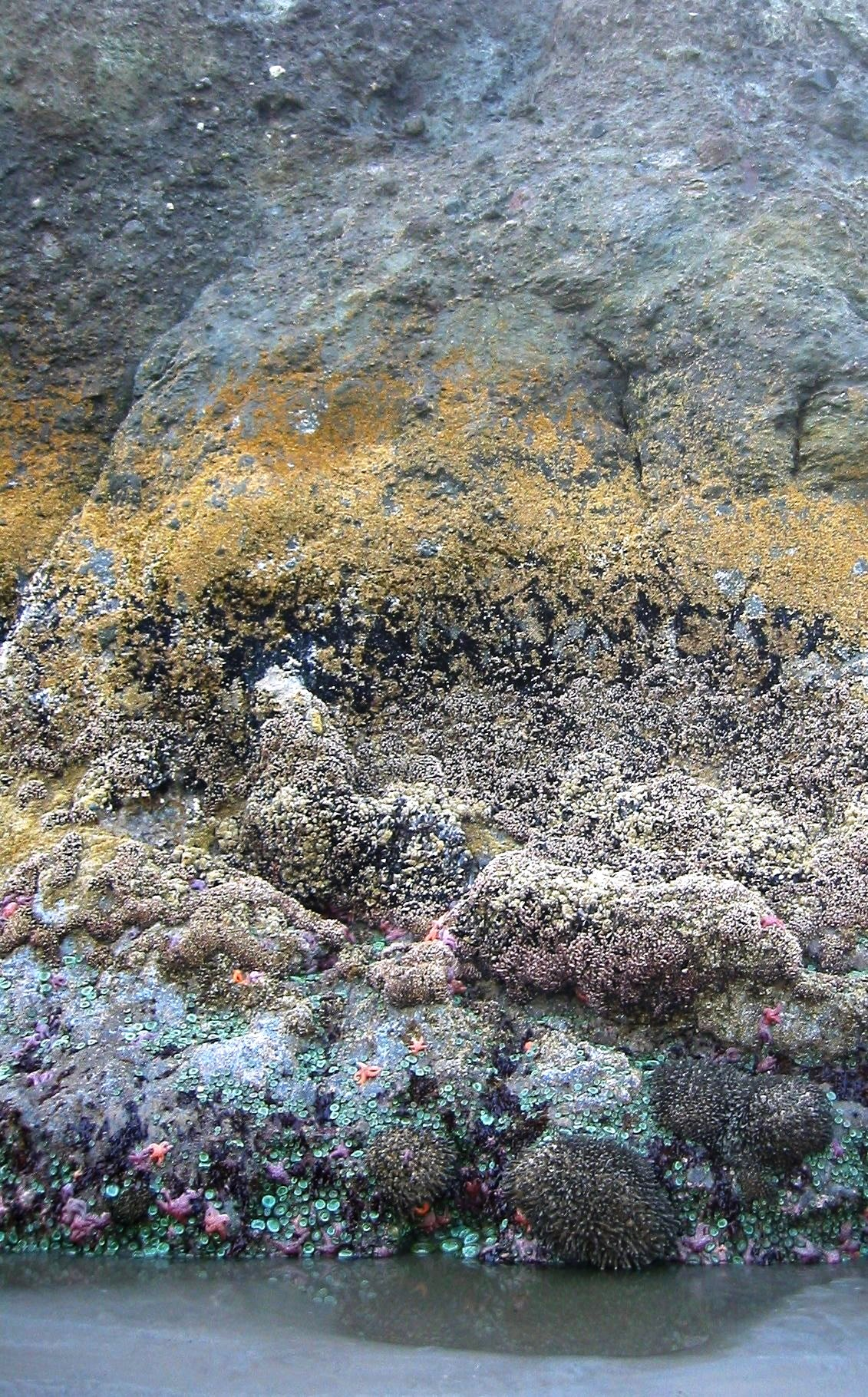
Az árapály jelenség miatt kialakult élőhely egy sziklás tengerparton

Az árapályjelenségben a közelsége miatt a Hold kapja a legnagyobb szerepet. A Hold vonzása a Föld felszíne felé fordított részére erősebben hat, mint annak a középpontjára, leggyengébb pedig a felszínnek az égitesttel ellentétes oldalára; így a gravitációs erők eredője a Hold felőli, és a túloldali oldalon az átlagosnál magasabb vízszintet eredményez. A középhelyzethez képesti relatív változás a négyzetesen csökkenő gravitációs potenciál miatt a Hold felőli oldalon a legnagyobb. 
Szintén jelentős szerepet játszik az apály és dagály kialakulásában a Föld-Hold rendszer, közös tömegközéppontjuk körüli keringése, a NASA videoja jól szemlélteti ezt a jelenséget. Mint látható, ez a közös tömegközéppont (baricenter) a Föld belsejében van és a Hold, de a Föld is, pontosan ekörül a pont körül kering. A Föld tehát gyakorlatilag forog a baricenter körül és mint minden forgó test esetén, itt is fellép a centrifugális erő ami a forgásközéppontól távolítva, a Holddal átellenes oldalára mozgatja a vizet, kialakítva az ábrán látható alsó dagályt. A Nap is hasonló hatással van a bolygónkra, de kisebb mértékben, a Nap-Hold együttállásai generálják a legszélsőségesebb árapályjelenségeket. Az árapály erők a Föld minden tömeggel rendelkező részére hatnak, nemcsak a vízre, de a talajra és a légkörre is, ami az időjárásra van hatással.

## Ciklikus jelenségek a tengerjárásban

### Félhavi egyenlőtlenség
Különlegesen magas dagály – szökőár – következik be, ha a Hold és a Nap egy irányban (újhold) foglal helyet. Ilyenkor a Nap tömegvonzása erősíti a Holdnak a vízszintre gyakorolt hatását. Ez a "szökőár" természetesen nem azonos a cunamival, az angol elnevezés kifejezőbb: "spring tide". Teliholdkor és újholdkor figyelhető meg.
Csökken a vízszintek közötti különbség, amikor a két égitest iránya nagyjából derékszöget zár be, ilyenkor a Nap tömegvonzása gyengíti a Holdnak a vízszintre gyakorolt hatását: alacsonyabb a dagályszint és magasabb az apályszint. A jelenség neve vakár, angolul "neap tide". Vakár Hold első és harmadik negyedében figyelhető meg.

### Havi egyenlőtlenség
A Hold földközelsége idején jóval nagyobb vonzást fejt ki a földi víztömegekre. A legnagyobb dagályszintek akkor fordulnak elő, amikor a Föld napközelsége idején (december) az újhold, illetve a holdtölte a Hold földközelségével esik egybe.

### Deklinációs egyenlőtlenség
A dagálymagasságokat a Hold és a Nap pillanatnyi deklinációja is befolyásolja.

### Napi egyenlőtlenség
Az elméleti dagálymagasság ott a legnagyobb, ahol a Hold a zenitben delel, vagyis az északi és a déli szélesség 28,5º közötti területen fordulhat elő.

## Az árapállyal összefüggő jelenségek

### A talajvíz árapálya

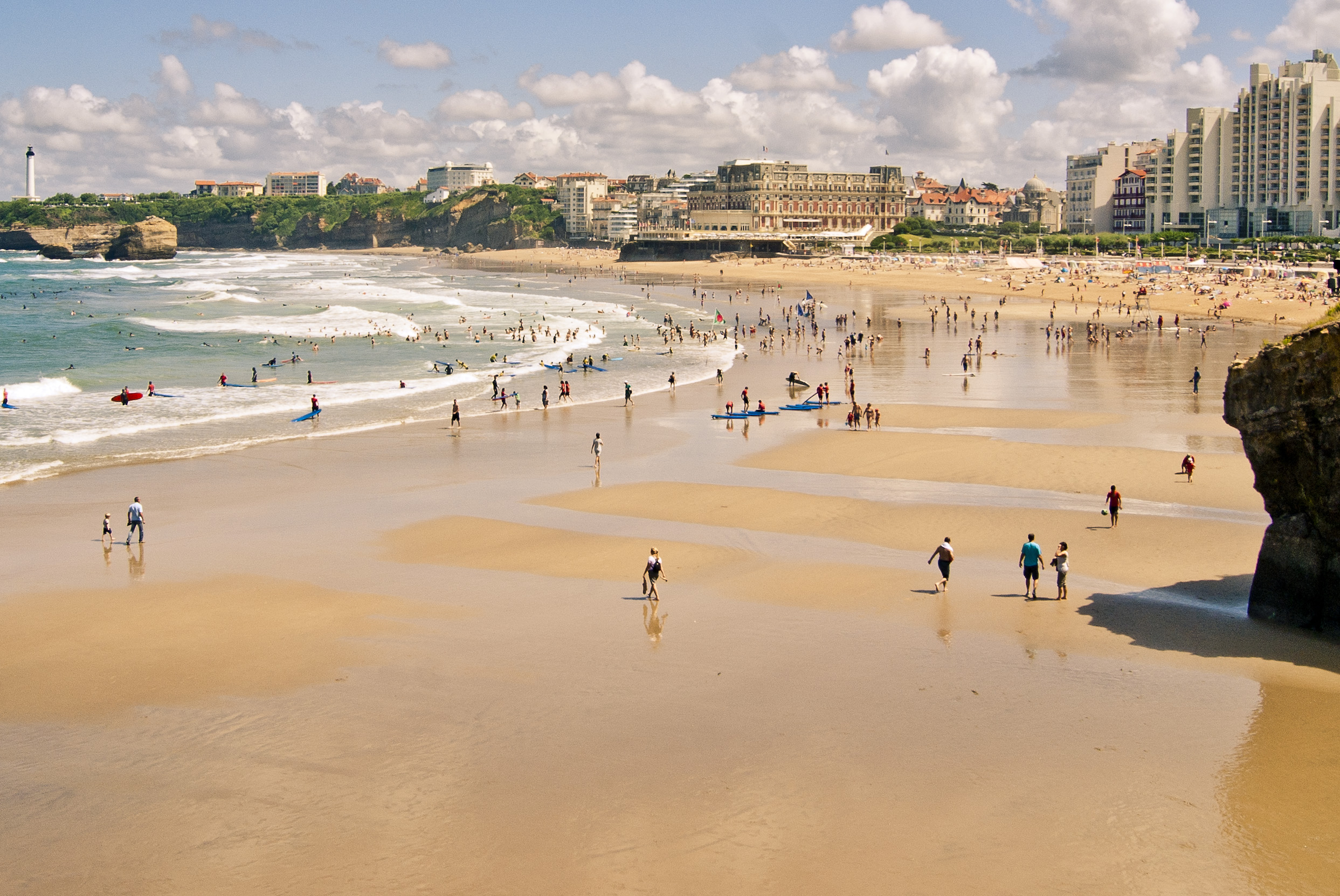
Apály Biarritz tengerparti üdülőhely strandján a Vizcayai-öbölben

Nemcsak a tengereknél és óceánoknál, hanem a földkéreg kőzeténél is megfigyelhető árapályjelenség. Ezt az elsők között bizonyították a Aggteleki-karsztban található Vass Imre-barlang kutatásakor. A környék karsztforrásainak vízhozamát folyamatosan regisztrálták, a barlang főágában az egymással szemközti falakba fúrt vasrudakkal mérték a kőzet mozgását, majd az adatokat egybevetették az árapályciklusokkal. Eredményül azt kapták, hogy az árapály miatt a kőzetből víz szorul ki, amely megnöveli a karsztforrások vízhozamát. A változás akár több száz liter/perc is lehet.

### Torlóár
A torlóár a hidrológiában az a jelenség, amikor a dagály által kiváltott hullám felhatol egy folyó medrébe.  Az emelkedő dagály a vizet benyomja a folyótorkolatba, és az összeszűkülő mederbe egy vagy több hullám hatol be a folyásiránnyal szemben. Tolóár csak néhány helyen keletkezik a világon, ahol különösen magas a dagály, és egy széles öbölből egy szűk folyómederbe nyomul be a víz. Egy nagyobb tolóár a hajóforgalmat is veszélyeztetheti, a szörfösöknek azonban kihívást jelent.

### Vihardagály
A vihardagály a tenger felől érkező erős szél és a dagály egybeesése idején jön létre, ilyenkor a vízszint több méterrel haladhatja meg a maximális dagályszintet.

## Az apály- és dagályszintek közötti különbség helyi eltérései

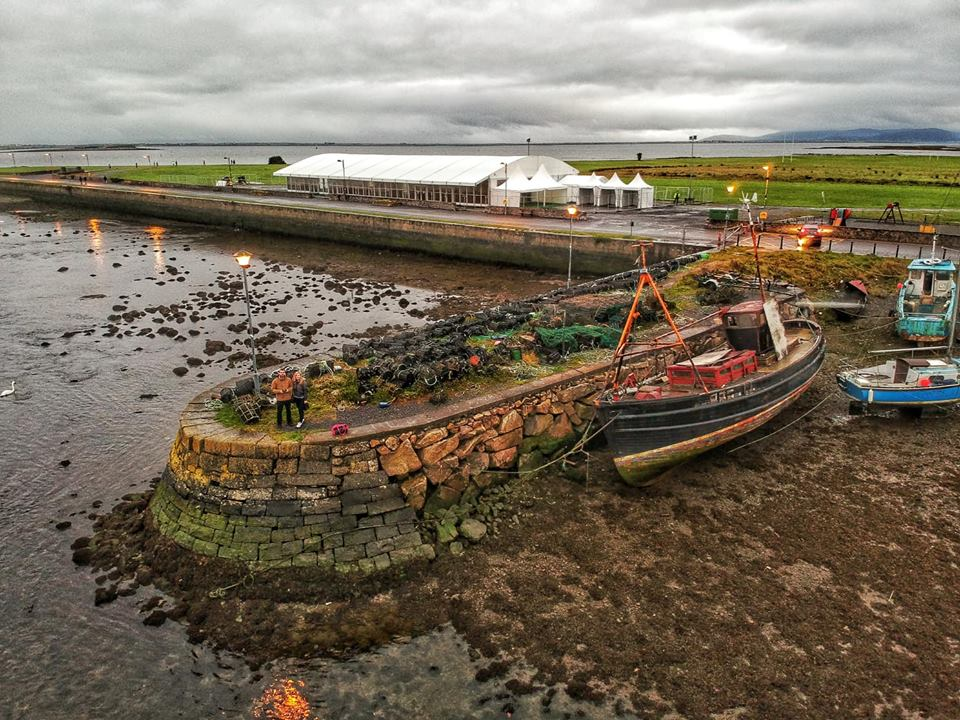
Hajók az írországi Galway kikötőjében apálykor

Az amplitúdó (szintemelkedés) összeadódásának hatására a szökőár végig szalad az óceánok felszínén. Az Atlanti-óceánon az árhullám mint egyetlen hullámtaraj halad északi irányba.
Ez az atlanti árhullám nagyjából egy nap alatt éri el Európa és Anglia partjait. További egy napra van szüksége, hogy megkerülje a Brit szigeteket. Ennek eredményeként a La Manche csatorna árhulláma és az Északi-tenger árhulláma nagyjából egy időben, a normandiai partoknál találkozik. Ekkor a dagály magassága gyakran eléri a 10, különleges esetekben a 14 métert is.
Nagyon alacsony ellenben az árapályváltozás a Földközi-tengeren és annak melléktengerein, például az Adriai-tengeren valamint a Balti-tengeren, mivel ezek a tengerek csak szűk szorosokon keresztül érintkeznek az Atlanti-óceánnal.
Az Adriai-tengeren – a hozzánk legközelebb álló tengeren – hasznos lehet ismernünk az árapály hozzávetőleges nagyságát: a különbség délről észak felé haladva nő, pl. Zadarnál nagyjából 40–60 cm közötti apály és dagályszint közötti különbség figyelhető meg, míg Velencében 120–140 cm is lehet ez a különbség. Az Adria olasz partján, ahol jellemzően homokkal borított strandok találhatók (Jesolo, Bibione) jól megfigyelhető, ahogy a tenger visszahúzódik apálykor és újra visszatér dagálykor.

### A legnagyobb helyi különbségek
- Fundy-öböl, Új-Skócia (Kanada): 21,3 m[10]
- Severn-torkolat (Nagy-Britannia): 15 m
- Magellán-szoros: 13 m
- St. Malo (Franciaország): 13 m
- Amazonas-torkolat: 9 m
- Le Havre (Franciaország): 8,3 m
- Liverpool (Nagy-Britannia): 8,2 m
- Hamburg,(Németország): 3,5 m
- Bréma, (Németország): 0,45 m (1890); A Weser szabályozása óta: 4,54 m (2005)
- Bremerhaven, (Németország): 4 m
- Fiume: 0,8 m
- Szentpétervár: 0,5 m

|  |  |
|  |  |
|  |  |